# Kraal

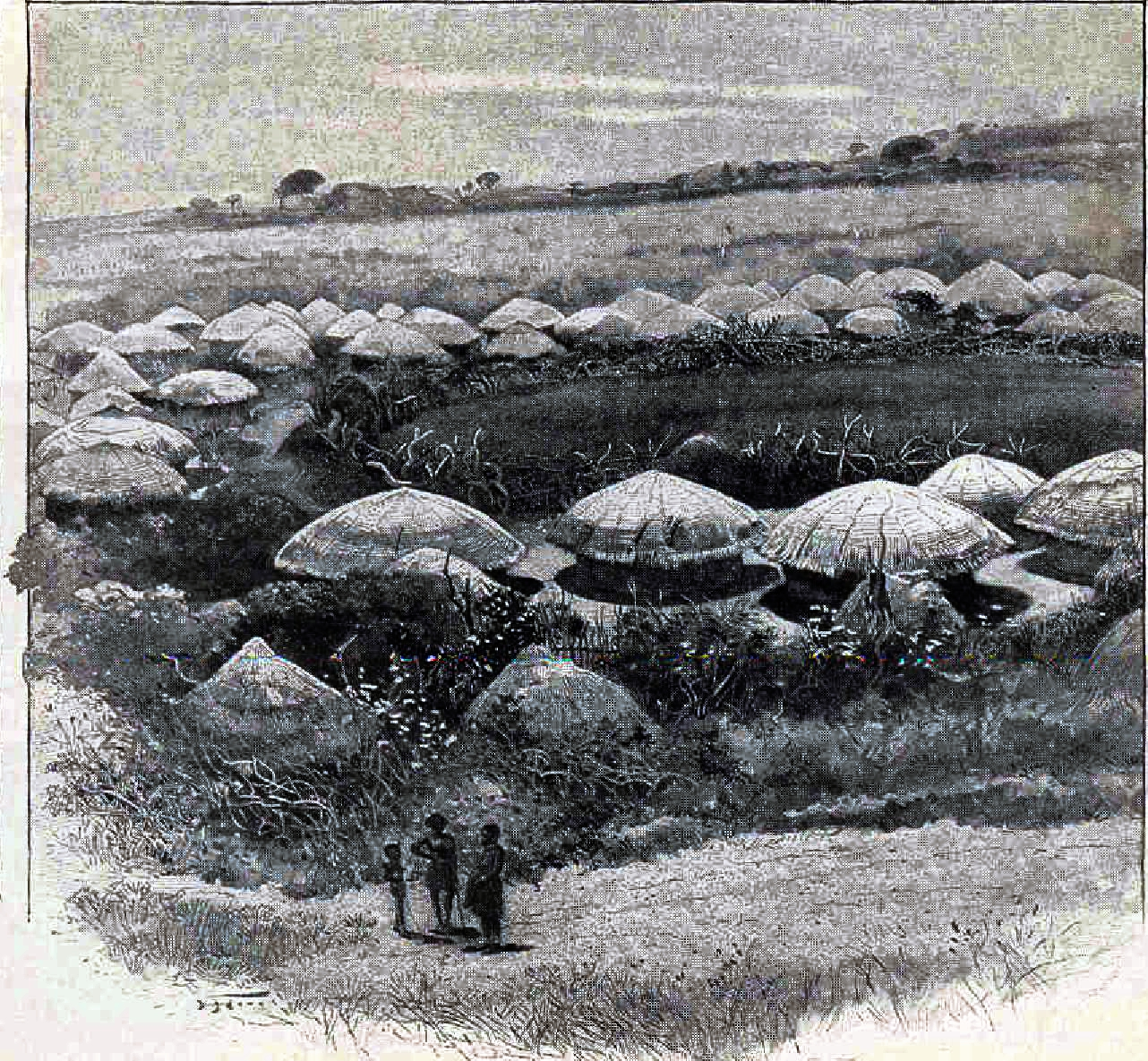
Un kraal típic prop de Bulawayo durant el.

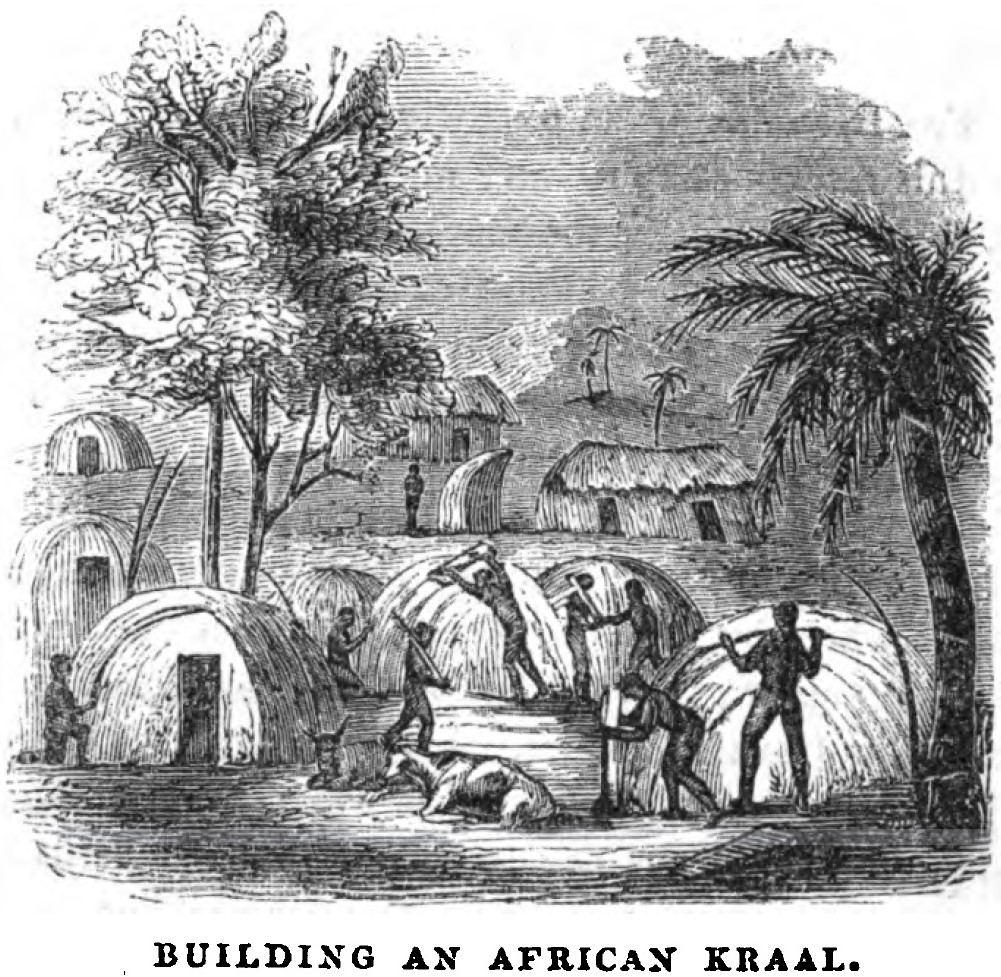
Construint un kraal africà (Juliol de 1853, X, p.78)

Un kraal (també transcrit com craal or kraul) és una paraula afrikaans i neerlandesa (també utilitzada en l'anglès sud-africà) que s'utilitza per descriure un tancat per un ramat o altre bestiar, situat dins d'un assentament o poble africà i envoltat per una tanca feta de branques d'arbustos, una palissada, un mur de tova o d'altres tipologies de tancats, més o menys de forma circular. És similar a la boma típica de l'Àfrica oriental o central.
A Curaçao, també colònia neerlandesa, aquests tancats es coneixien amb el nom de "koraal", que en papiament es tradueix com "kura" (encara en ús actualment per descriure qualsevol terreny tancat, com ara un jardí).

## Etimologia
En neerlandès un kraal és un concepte que deriva de la paraula portuguesa curral, cognat de la paraula catalana corral.